# 医心伝心〜脈あり!恋あり?〜
『医心伝心～脈あり！恋あり？～』（いしんでんしん〜みゃくあり！こいあり？〜、原題：명불허전、英: Live up to Your Name）は、2017年8月12日から2017年10月1日まで放送された韓国・tvNのテレビドラマ。
400年の時を通じて、出会った鍼灸師と女医が繰り広げるタイムループ医療ロマンティック・コメディ。

## あらすじ
17世紀の李氏朝鮮時代。朝鮮一と評判の鍼炎師のホ・イムは貧困層から両班まであらゆる身分の人々を治療してきた。そんなある時、国王宣祖の鍼治療を施すが、治療に失敗。宮廷から追われる身となり、川に転落。川から出るとそこは現代のソウルだった。
イムは道端で倒れている人を発見し、鍼で治療をしようとする。しかし、偶然に通りかかった外科医ヨンギョンに取り押さえられたが…。

## キャスト

### メイン
ホ・イム：キム・ナムギル
主人公。恵民署所属の医官。
宮廷から追われる間に突如、現代のソウルにタイムスリップしてしまった…。
チェ・ヨンギョン：キム・アジュン
ヒロイン。シネ病院所属の胸部外科医。
鍼治療をしているイムを最初は嫌っていたが…。

### ヨンギョンの周辺人物
チェ・チョンスル：ユン・ジュンサン
ヨンギョンの祖父。恵民署漢方医院長。
ミン・ビョンギ：テ・ハンホ
恵民署漢方医院所属の漢方医。
チョン・ジェスク：ミン・ジア
恵民署漢方医院所属の看護師。

### シンへ漢方病院
ユ・ジェハ：ユ・ミンギュ
シンへ漢方病院VIP病棟専門医。
ヨンギョンに片思いするが…。
マ・ソンテ：キム・ミョンゴン
シンへ漢方病院長。ジェハの祖父。

### シンへ病院
オ・ハラ：ノ・ジョンウィ
ヨンギョンが担当するシンへ病院患者。
シン・ミョンフン：アン・ソックァン
シンへ病院長。
シンへ財団理事長の座を巡って、ソンテと対立。
ファン教授：イ・デヨン
シンへ病院教授。ヨンギョンの上司。

### 朝鮮時代
ホ・ジュン：オム・ヒョソプ
内医院の首長。
トン・マッケ：ムン・ガヨン
恵民署に勤務するイムの助手。
女性であるが、男装をしている。
ヨニ：シン・リナ
イムの元に来た患者の少女。
沙也可 / 金忠善役　武田裕光

## 放送日程
| 第1話  | 8月12日 | 2.715% | 3.2% |
| 第2話  | 8月13日 | 3.395% | 3.3% |
| 第3話  | 8月19日 | 4.541% | 3.6% |
| 第4話  | 8月20日 | 5.998% | 5.0% |
| 第5話  | 8月26日 | 4.347% | 3.7% |
| 第6話  | 8月27日 | 5.617% | 4.7% |
| 第7話  | 9月2日  | 5.541% | 4.2% |
| 第8話  | 9月3日  | 6.357% | 4.8% |
| 第9話  | 9月9日  | 5.965% | 5.3% |
| 第10話 | 9月10日 | 6.520% | 6.0% |
| 第11話 | 9月16日 | 5.889% | 5.3% |
| 第12話 | 9月17日 | 6.164% | 5.0% |
| 第13話 | 9月23日 | 5.590% | 5.4% |
| 第14話 | 9月24日 | 5.364% | 3.4% |
| 第15話 | 9月30日 | 4.959% | 3.9% |
| 第16話 | 10月1日 | 6.907% | 5.5% |